# 에설 워터스
에설 워터스(Ethel Waters, 1896년 10월 31일 ~ 1977년 9월 1일)는 미국의 가수, 배우이다.

## 도서
- His Eye Is on the Sparrow (Paperback / Reprint Edition)

## 영화
- 소리와 분노 (1959년)
- 결혼 멤버 (1952년)
- 핑키 (1949년)
- 뉴올리언즈 (1947년)
- 스테이지 도어 캔틴 (1943년)
- 하늘의 오두막 (1943년)
- 카이로 (1942년)
- 운명의 향연 (1942년)
- 온 위드 더 쇼! (1929년)